# Fernando Torres (actor)
Fernando Monteiro Torres (Guaçuí, Espírito Santo, 14 de novembre de 1927-4 de setembre de 2008) fou un actor i actor de doblatge brasiler, així com productor i director de televisió, cinema i teatre. La carrera de Torres al cinema, teatre i televisió brasilers es va estendre per més de cinc dècades. Ell era el més conegut per al públic de cinema internacional pel seu paper secundari com Americo a la pel·lícula de 1985, Kiss of the Spider Woman, que va guanyar diversos premis.
Torres va estar casat amb l'actriu brasilera Fernanda Montenegro des de 1954 fins a la seva mort. La parella va tenir dos fills, el director de cinema Cláudio Torres i l'actriu Fernanda Torres. Torres va fundar el Teatro dos Sete el 1959.
Fernando Torres va morir d'emfisema pulmonar a casa seva a Rio de Janeiro, el 4 de setembre de 2008, a l'edat de 80.